# Leonie Maier

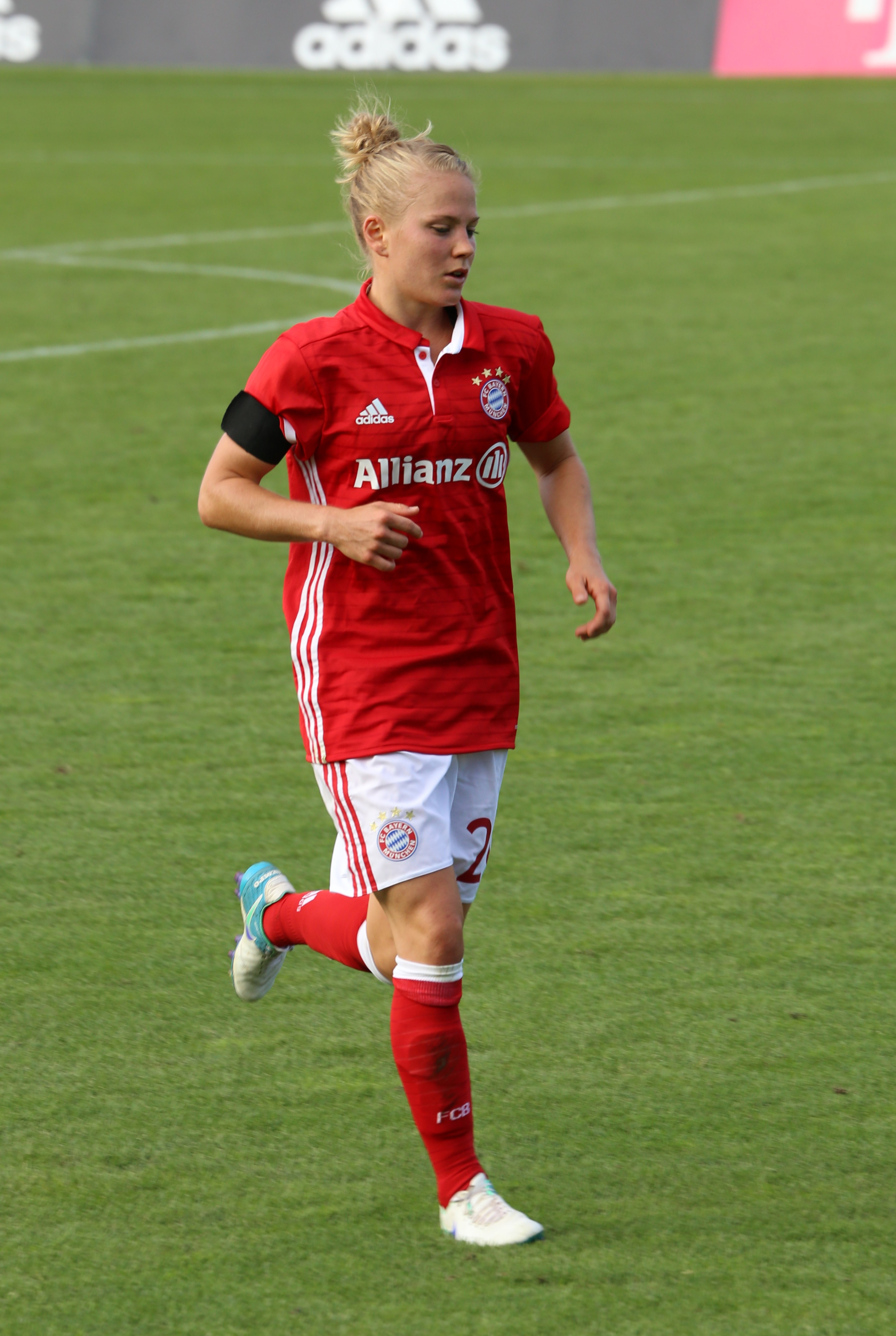
Leonie Maier 2016.

Leonie Maier, född den 29 september 1992 i Stuttgart, är en tysk fotbollsspelare (försvarare) som representerar FC Bayern München och det tyska landslaget.
Maier var en del av Tysklands trupp i VM i Kanada år 2015. Hon fick speltid i fem av lagets matcher i turneringen.
Hon gjorde sin debut i landslaget i en match mot Frankrike den 13 februari 2013.

## Meriter
Det här är Maiers mest framträdande meriter hittills:
- olympisk mästare: 2016
- Tysk mästare: 2015, 2016 (med Bayern München)
- Vinnare av Algarve Cup: 2014
- Europamästare: 2013
- U19-Europamästare: 2011
- U17-Europamästare: 2009